# 青年公园 (沈阳市)
青年公园是中华人民共和国辽宁省沈阳市沈河区的一个城市公园，位于青年大街中段东侧、文艺路北侧、五爱街西侧、西滨河路以南，大致在原盛京城的大西边门和小南边门之间，与辽宁广播电视塔隔街比邻。青年公园是沈阳南运河带状公园五个大公园中的第三个（其它四个由东向西分别是大东区的万泉公园、沈河区的万柳塘公园、以及和平区的鲁迅公园和南湖公园），也是沈阳内城区水体面积最大的一个公园。

## 概述
青年公园始建于1952年，于1958年建成。占地面积290,000平方（72英畝），其中水体面积140,000平方（35英畝）。公园在西边、东北角和东南角分别设有三个出入口，主出入口在西侧的青年大街，在20世纪末期曾建有围墙需要买票入内。公园正门内为大型水幕式喷泉，在花鱼廊南侧设有假山，假山上安装有电控井抽式自来水管道，开启后可形成宽2.5（8英尺2英寸）、落差6.65（21.8英尺）人工瀑布。
青年公园东北部近一半的面积是长度超过700（2,300英尺）、宽约150（490英尺）的青年湖，是整个南运河流域最大的水体；除此之外还在中央位置有一个长约120（390英尺）、宽约95（312英尺）的椭圆形池塘，称为钓鱼湖。南运河从斜对面的皂角园流入公园的东南角，在湖口处有一个长约90（300英尺）、以索桥与东西岸连接的人工岛，称作麒麟岛；随后从西北角流入青年大街另一侧的秋锦园。
园内建有多个具有特色的游园小景点，1984年在东南部的麒麟岛上增建了“振兴园”，园内参照中国工农红军长征途径的雪山、草地和铁索桥等地理环境设置了部分景观，作为青少年教育活动的基地，是沈阳市内中小学组织春游的几个主要场所之一。在冬季，结冰的青年湖面曾常被利用来进行滑冰、冰橇等民间冬季运动冰上运动，青年公园也曾是沈阳市80至90年代元宵冰灯会的主要承办地点之一。

## 交通
市内可乘坐214、238、244路公交到青年公园站点下车。
41°46′47″N 123°26′18″E / 41.77972°N 123.43833°E